# Discovery Ridge
Discovery Ridge ist ein breiter und felsiger Gebirgskamm im westantarktischen Marie-Byrd-Land. In der Ohio Range der Horlick Mountains erstreckt er sich 3 km nordwestlich des Mount Glossopteris vom Buckeye Table ausgehend in nordwestlicher Richtung.
Die Benennung erfolgte auf Vorschlag des US-amerikanischen Geologen William Ellis Long (* 1930) von der Ohio State University, der hier in zwei Kampagnen zwischen 1960 und 1962 das erste Tillitvorkommen in Antarktika sowie erstmals Fossilien von Armfüßern aus dem Devon entdeckte. Diese Entdeckung (englisch discovery) gab dem Gebirgskamm seinen Namen.